# Ralph Guggenheim
Ralph Guggenheim (* 6. Juni 1951 in New Rochelle, New York) ist ein US-amerikanischer Grafikdesigner und Filmproduzent.

## Leben
Ralph Guggenheim stammt von Deutsch-Schweizer Eltern ab. Seine Mutter ist eine deutsche Jüdin und überlebte den Holocaust, sein Vater ein Schweizer Geschäftsmann. Nach der High School studierte er an der Carnegie Mellon University Kommunikationswissenschaften. Nach dem Studium blieb er an der Uni und bekam 1977 seinen Master of Science in Informatik. Ralph Guggenheim gründete mit drei Partnern, darunter Eli Noyes, das Unternehmen Alligator Planet LLC und fungiert dort als CEO.

## Filmografie (Auswahl)
- 1987: Reds Traum
- 1988: Tin Toy
- 1989: Knick Knack
- 1995: Toy Story
- 2001: Majestic (Videospiel)
- 2005: Here Comes Peter Cottontail: The Movie
- 2006: Caspers Gruselschule
- 2007: Lucy, the Daughter of the Devil (Fernsehserie, 10 Episoden)
- 2013: Slomo